# Methysticodendron
Methysticodendron  es un género de plantas con flores perteneciente a la subfamilia Solanoideae, incluida en la familia de las solanáceas (Solanaceae). Comprende una especie.
Está considerado un sinónimo de la especie Brugmansia pittieri